# 沿岸配備師団
沿岸配備師団（えんがんはいびしだん、旧字体：沿󠄀岸配󠄁備師團）は、太平洋戦争末期の大日本帝国陸軍が本土決戦に備えて急遽編成した師団の分類である。
日本の海岸線は長大で、防御側は兵力を薄く広く配置する必要がある。一方、上陸を行う側は攻撃を加える地点を自由に選ぶことができ、攻撃地点に持てる兵力を集中させることができる。こうした地理的条件の中で連合軍の上陸部隊を迎え撃つために、海岸近くに配備された部隊が水際で敵上陸部隊を拘束し、その間に機動力と打撃力に優れた主力部隊が駆けつけて敵を撃退する戦法が考えられた。このうち、海岸近くに配備され、敵を拘束する役割を与えられた師団が沿岸配備師団である。敵上陸時には横穴陣地やトーチカからの攻撃によって敵上陸部隊を拘束し、内陸部に配置された「機動打撃師団」などの主力部隊の攻撃を容易にする任務を持っていた。配備を迅速に行うために人員・装備が定数を満たしていなくても編成が完了としたと見なされ、特に装備は武器弾薬の著しい不足から極めて貧弱なもので、十分な戦闘力を持つとは到底いえない状態であった。敵を拘束する役割を与えられていたこと、さらに実質的な戦闘力をほとんど持っていなかったことから俗に「はりつけ師団」あるいは「かかし兵団」といわれた。沿岸配備師団は4個歩兵連隊を持つ師団であったが、このうち1個連隊のみは反撃連隊と呼ばれ、馬匹を多めに配備して機動性を高めた編制となっていた。ただし、第三次兵備によって新設された師団は3個歩兵連隊編成であった。

## 一覧
- 第一次兵備
  - 第140師団
  - 第142師団
  - 第143師団
  - 第144師団
  - 第145師団
  - 第146師団
  - 第147師団
  - 第150師団
  - 第151師団
  - 第152師団
  - 第153師団
  - 第154師団
  - 第155師団
  - 第156師団
  - 第157師団
  - 第160師団

- 第三次兵備
  - 第303師団
  - 第308師団
  - 第312師団
  - 第316師団
  - 第320師団
  - 第321師団
  - 第322師団
  - 第344師団
  - 第351師団
  - 第354師団
  - 第355師団